# Спивак, Марк Сидорович
Марк Си́дорович Спива́к (укр. Співак; 24 декабря 1902, Кустолово, Кобелякский уезд, Полтавская губерния, Российская империя — 16 апреля 1975, Киев, Украинская ССР, СССР) — партийный и хозяйственный деятель Украинской ССР.
Член компартии с 1940 года. Член ЦК Компартии Украины (1952—1966).

## Биография
Окончил Харьковский зооветеринарный институт .
В 1949—1950 гг. — председатель Исполнительного комитета Сталинского областного Совета.
В 1950—1952 гг. первый секретарь Полтавского областного комитета КП Украины. В 1952—1965 гг. (с перерывом в 1953 г.) — министр сельского хозяйства Украинской ССР.
С апреля 1965 года на пенсии.